# Şovu
Şovu è un comune dell'Azerbaigian situato nel distretto di Lənkəran.